# Bei der Silberpappel

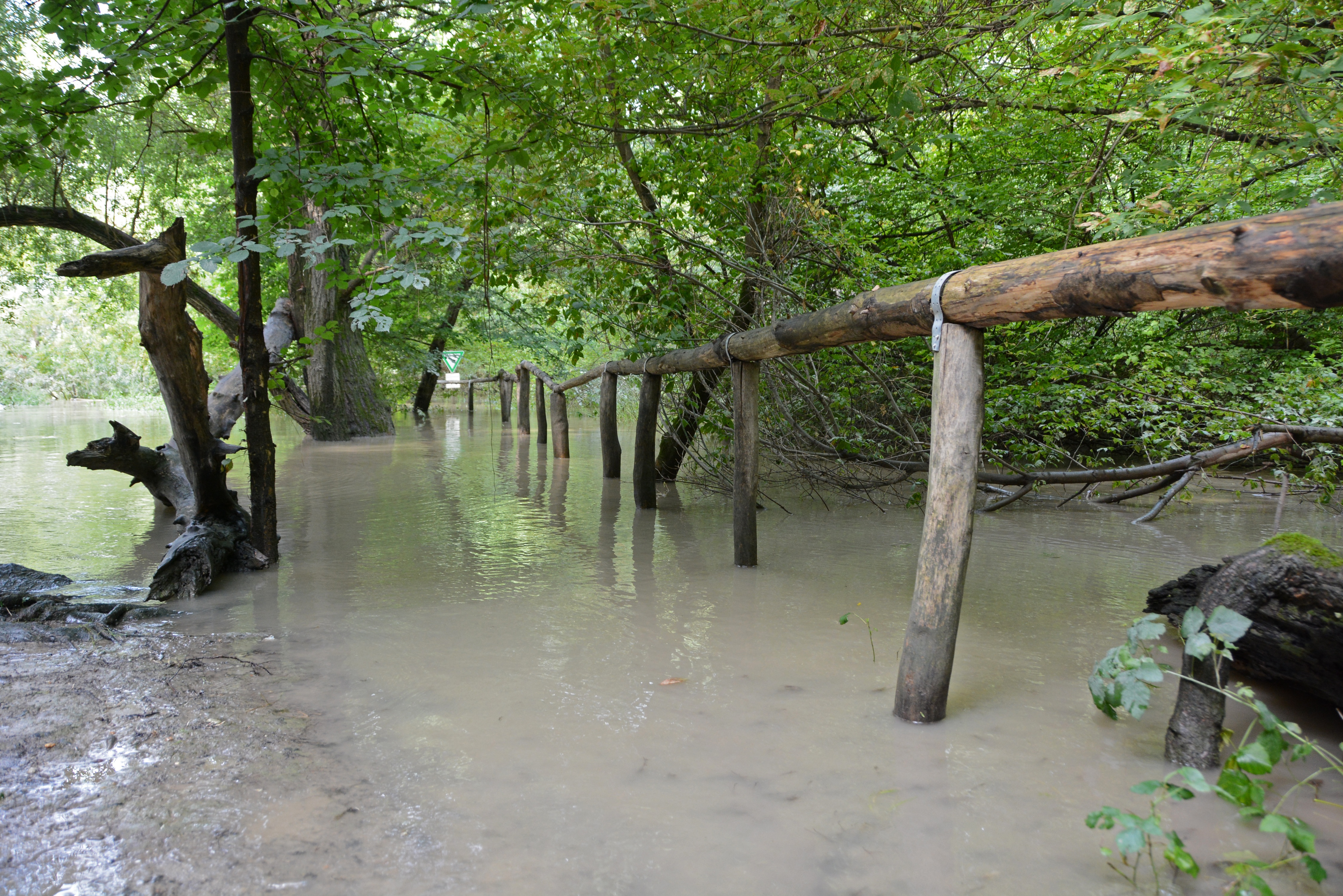
Bei der Silberpappel, leicht überflutet bei erhöhtem Rheinpegel

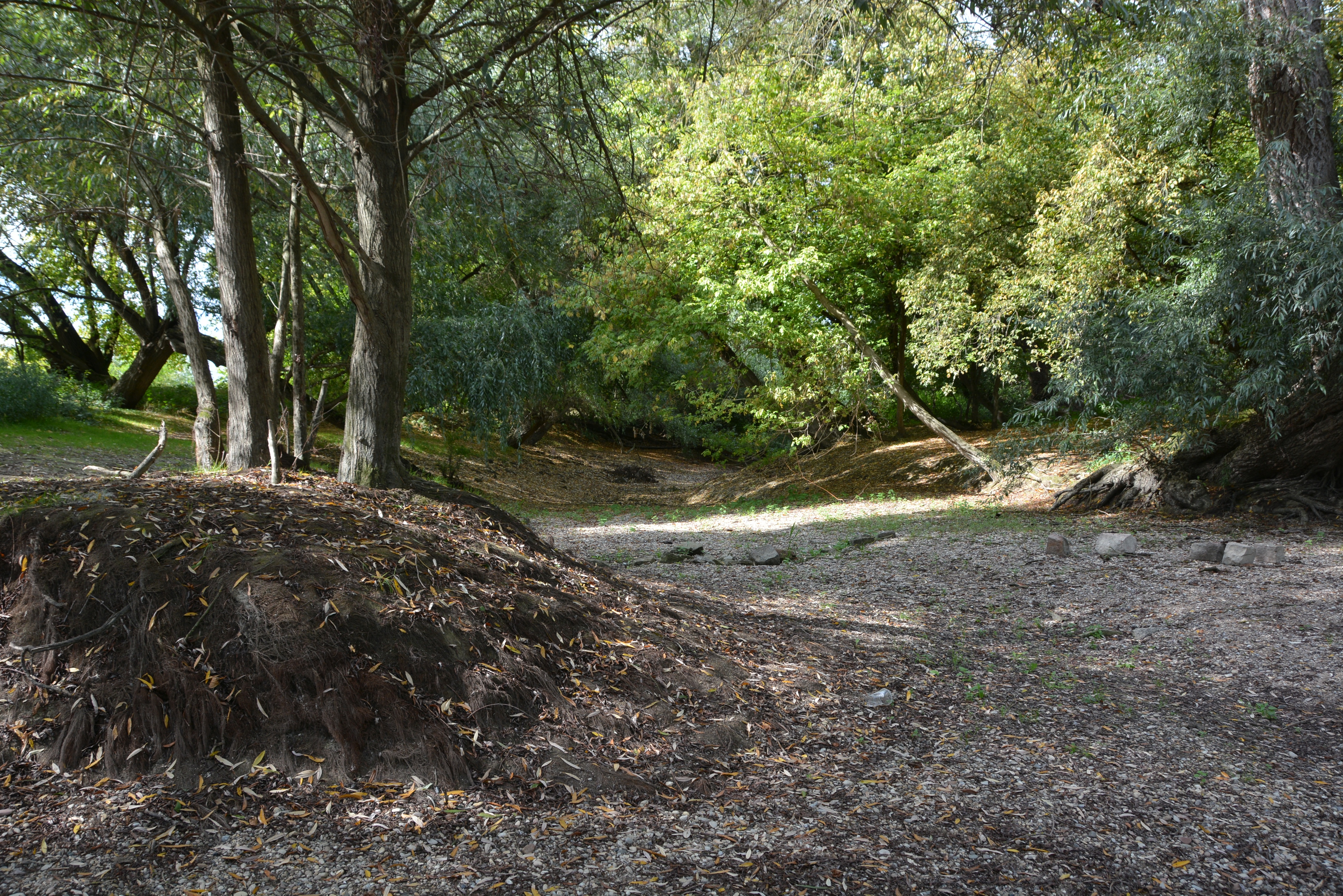
Die „Hagbau“-Schlute, trocken bei niedrigem Rheinpegel

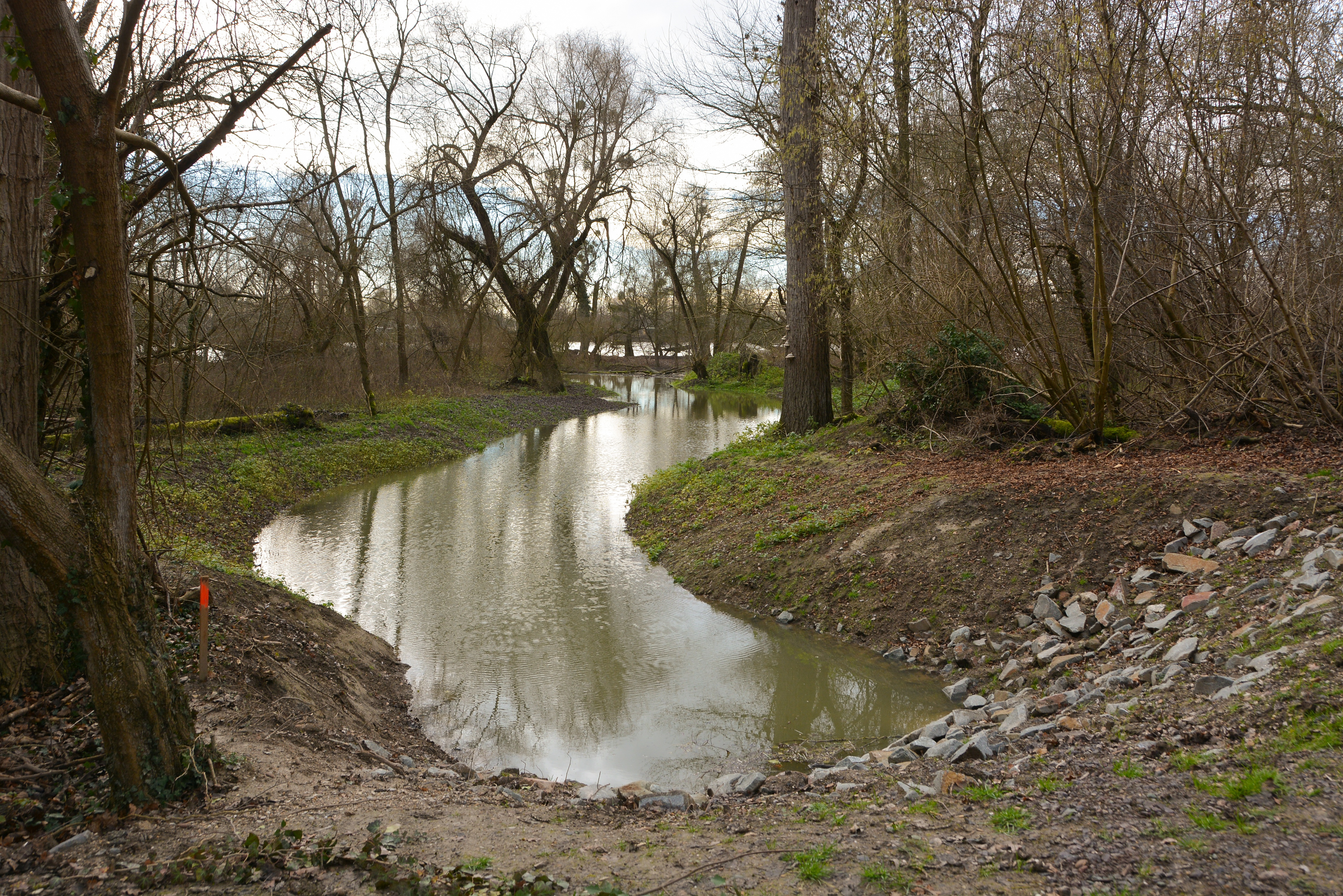
Anschluss des „Schlauchs“ an die Schlute, vom Rhein geflutet

Bei der Silberpappel ist ein Naturschutzgebiet in Mannheim.

## Naturschutzgebiet
Das Naturschutzgebiet hat eine Fläche von 8,6 Hektar und befindet sich im Südwesten Mannheims am rechten Ufer des Rheins. Es gehört zum Waldpark mit der Reißinsel, die auch unter Naturschutz steht. Der Name geht zurück auf eine ca. 250 Jahre alte Silberpappel, die Anfang des 20. Jahrhunderts vom Blitz getroffen wurde und im harten Winter 1928/29 so geschädigt wurde, dass sie sich nicht mehr erholte und 1936 gefällt werden musste. Das Naturschutzgebiet umfasst einen regelmäßig überfluteten Auwald mit einer Altrheinschlute („Hagbau“), die parallel zum Rhein fließt. In der niedrigeren Weichholzaue wachsen im Uferbereich Korb-, Purpur- und Mantelweiden, der in einen Silberweidenwald mit Silber- und Schwarzpappeln übergeht. In der höheren Hartholzaue besteht ein Stieleichen-Ulmen-Wald. Das Gebiet ist Lebensraum für die Wasserfledermaus, den Eisvogel und die Erdkröte. Zur Erhaltung der Aue mit der Schlute als Lebensraum gefährdeter Tier- und Pflanzenarten wurde das Naturschutzgebiet 1983 ausgewiesen.
2015 wurde der durch den Waldpark führende „Schlauch“-Graben, ein schmaler Altrheinarm, der seit Jahren teilweise verlandet war, renaturiert und zur Verbesserung der Gewässermorphologie im Süden bei Rheinkilometer 418,6 an die Hagbau-Schlute angeschlossen. Damit ist die Erwartung verbunden, dass auch zum Nutzen der heimischen Amphibienfauna an etwa 155 Tagen im Jahr Wasser hindurch zum Altrheinarm „Bellenkrappen“ und von dort aus weiter in den Rhein fließen.